# Abisara gerontes
Abisara gerontes is een vlindersoort uit de familie van de prachtvlinders (Riodinidae), onderfamilie Nemeobiinae.
Abisara gerontes werd in 1781 beschreven door Fabricius.